# Michael Uhrmann
Michael Uhrmann (nascido em 16 de setembro de 1978, em Wegscheid) é um saltador de esqui da Alemanha. Compete desde 1995.
Conquistou a medalha de ouro no evento de pista longa por equipes nos Jogos Olímpicos de Inverno de 2002, em Salt Lake City.
Uhrmann também conquistou três medalhas no Campeonato Mundial de Esqui Nórdico, sendo um ouro em 2001 (pista longa por equipes), uma prata em (pista normal por equipes) e um bronze em 2001 (pista normal por equipes). Ele também levou um bronze no evento por equipes no Campeonato Mundial de Voo de Esqui de 2006.
Em 2010 conquistou a medalha de prata na pista longa por equipes durante os Jogos Olímpicos de Vancouver.